# Hatos ikrek
A Hatos ikrek (eredeti cím: Sextuplets) 2019-es amerikai filmvígjáték, melyet Michael Tiddes rendezett, Mike Glock, Rick Alvarez és Marlon Wayans forgatókönyvéből. A főszerepben Marlon Wayans és Bresha Webb látható.
Digitálisan jelent meg a Netflixen, 2019. augusztus 16-án.
A film végigköveti Alan Spellman-t, aki arra törekszik, hogy megtalálja rég elveszett testvéreit, miután rájött arra, hogy ő az egyike a hatos ikreknek.

## Cselekmény
Egy leendő apuka megkeresi szülőanyját, és felfedezi, hogy öt másik testvére is született ugyanabból a terhességből. Megpróbálja felkutatni ezeket a különböző személyiségeket, mielőtt a gyermeke megszületne. Először a testvérével, Russell-lel találkozik, és a páros egy országúti útra indul, hogy megtalálják a többi testvért. Dawn egy női börtönben töltött sztriptíztáncosnő, Ethan szélhámos, aki úgy öltözködik és beszél, mint egy 70-es évekbeli strici, míg Jasper vörös hajáról és világosabb arcbőréről ismert, "Baby Pete" pedig gyermekbénulásban szenved.

## Szereplők
| Szerep                | Színész           | Magyar hang     |
| --------------------- | ----------------- | --------------- |
| Alan Spellman         | Marlon Wayans     | Welker Gábor    |
| Dawn Spellman         | Marlon Wayans     | Welker Gábor    |
| Russell Spellman      | Marlon Wayans     | Welker Gábor    |
| Ethan Spellman        | Marlon Wayans     | Welker Gábor    |
| Bébi Pete Spellman    | Marlon Wayans     | Welker Gábor    |
| Jaspar Spellman       | Marlon Wayans     | Welker Gábor    |
| Lynette Spellman      | Marlon Wayans     | Welker Gábor    |
| Marie Spellman        | Bresha Webb       | Csondor Kata    |
| Linda                 | Molly Shannon     | Csere Ágnes     |
| Leland                | Glynn Turman      | Papp János      |
| Doug                  | Michael Ian Black | Fekete Zoltán   |
| Janet                 | Debbi Morgan      | Sági Tímea      |
| Dr. Theodore Williams | Robert Pralgo     | Bardóczy Attila |
| Dr. Greenberg         | Grace Junot       | Kokas Piroska   |

## Filmkészítés
2018 augusztusában bejelentették, hogy Marlon Wayans a Hatos ikrek főszereplője lesz. 2018 októberében Molly Shannon, Glynn Turman, Michael Ian Black és Debbi Morgan csatlakozott a szerepgárdához.

## Fordítás
- Ez a szócikk részben vagy egészben  a   Sextuplets (film) című angol Wikipédia-szócikk fordításán alapul.  Az eredeti cikk szerkesztőit annak laptörténete sorolja fel. Ez a jelzés csupán a megfogalmazás eredetét és a szerzői jogokat jelzi, nem szolgál a cikkben szereplő információk forrásmegjelöléseként.